# 原創研究
原創研究（英語：Original research）是指不完全基於該研究領域中早期文獻的摘要、評核或整合而成的研究。原創研究屬於一次文獻，原創研究的目的是在產出新的知識，而不是以新的型式（例如摘要或分類）來呈現已有的知識。原創研究可以有多種形式，取決於它所屬的學科。在實驗工作中，它通常涉及對研究對象的直接或間接觀察，例如，在實驗室或現場，記錄方法，實驗或一組實驗的結果和結論，或提供對先前結果的新穎解釋。在分析工作中，通常會產生一些新的（例如數學）結果，或解決現有問題的新方法。在一些通常不進行此類實驗或分析的受試者中，原創性是以特定方式根據研究人員的工作成果改變或重新解釋現有的理解。研究的獨創性程度是在學術期刊上發表文章的主要標準之一，通常通過同行評審來確定。研究生通常需要進行原創性研究作為論文的一部分。

## 外部連結
- . 北佛羅里達大學圖書館.   [2009-07-30]. （原始内容存档于2011-07-09） （英语）.
- .   [2009-07-30]. （原始内容存档于2009-02-16） （英语）.